# Odijas Carvalho de Souza
Odijas Carvalho de Souza (Atalaia, 21 de outubro de 1945 — Recife, 8 de fevereiro de 1971), filho de Osano Francisco de Souza e Anália Carvalho de Souza. Foi um estudante de agronomia da Universidade Federal Rural de Pernambuco, liderança estudantil, torturado e morto durante o período militar no Brasil.